# Welcome to the Machine
Welcome To The Machine is het tweede nummer op het conceptalbum Wish You Were Here uit 1975 van Pink Floyd. Het is geproduceerd met synthesizers en akoestische gitaren, evenals een breed scala aan tape-effecten. Zowel de muziek als de teksten zijn geschreven door bassist Roger Waters. Op de originele LP liep het nummer over van de eerste vijf delen van de suite "Shine On You Crazy Diamond" en eindigde zo de eerste kant van de plaat.
Het nummer gaat over de dromen die je als jong mens kan hebben over jouw toekomst maar het eind van het verhaal is, voor de meesten van ons, dat je gewoon in de pas moet lopen van het geldende systeem ("The Machine") van geld verdienen en daar niet van afwijken.

## Bezetting
- David Gilmour – zes- en twaalfsnarige akoestische gitaren, zang
- Nick Mason – pauken, bekken
- Roger Waters – basgitaar, EMS VCS 3
- Richard Wright – EMS VCS 3, Hammond-orgel, ARP String Ensemble, Minimoog